# Lilia Noeroetdinova
Lilia Foatovna Noeroetdinova (Russisch: Ли́лия Фоа́товна Нурутди́нова) (Naberezjnye Tsjelny, 15 december 1963) is een voormalige Russische atlete, die zich had toegelegd op de middellange afstand. Tot 1991 kwam zij uit voor de Sovjet-Unie, in welk jaar zij wereldkampioene werd op de 800 m, waarna zij in 1992 het Gezamenlijk team vertegenwoordigde op de Olympische Spelen van 1992. Bij die gelegenheid veroverde zij een gouden en een zilveren medaille.

## Loopbaan
Noeroetdinova deed voor het eerst op internationaal niveau van zich spreken, toen zij in 1990 bij de Europese kampioenschappen in Split in een tijd van 1.57,39 een derde plaats veroverde op de 800 m achter de twee Oost-Duitse atletes Sigrun Wodars (eerste in 1.55,87) en Christine Wachtel (tweede in 1.56,11). Opvallend detail is, dat zij hiermee de pas afsneed voor de Nederlandse Ellen van Langen, die met haar 1.57,57 vierde werd en dus net buiten het podium finishte.
In 1991 leverde Lilia Noeroetdinova wellicht haar beste prestatie door op de wereldkampioenschappen in Tokio de titel op de 800 m voor zich op te eisen. In 1.57,50 versloeg zij de Cubaanse Ana Fidelia Quirot (tweede in 1.57,55) en de Roemeense Ella Kovacs (derde in 1.57,58). Vierde werd Maria Mutola in 1.57,63.
Op de Olympische Spelen van 1992 in Barcelona ging Noeroetdinova als een van de favorietes op de 800 m van start. En hoewel zij in de finale de leiding van de wedstrijd lang in handen had, bleek zij ten slotte niet opgewassen tegen de in een geweldige vorm stekende Ellen van Langen, die haar de laatste 50 meter van de race achterhaalde en in de eindsprint met haar tijd van 1.55,54 klopte. Noeroetdinova werd tweede in 1.55,99, terwijl Ana Fidelia Quirot in 1.56,80 het brons veroverde. Later in het toernooi werd Noeroetdinova ingezet op de 4 x 400 m estafette, waarin het Gezamenlijk team zich met een serieoverwinning in 3.22,91 voor de finale plaatste. Aan deze finale nam zij niet deel, maar aangezien haar teamgenotes hierin met hun tijd van 3.20,20 de overwinning behaalden, kreeg Noeroetdinova eveneens het goud uitgereikt.
In 1993 nam zij deel aan de WK in Stuttgart, waar zij in haar halve finale van de 800 m op een vierde plaats eindigde. Datzelfde jaar werd Lilia Noeroetdinova betrapt op het gebruik van doping en voor vier jaar geschorst. Het betekende het einde van haar atletiekloopbaan.

## Titels
- Olympisch kampioene 4 x 400 m - 1992
- Wereldkampioene 800 m – 1991
- Russisch kampioene 400 m – 1992
- Russisch kampioene 1500 m - 1992

## Persoonlijke records
| Onderdeel     | Prestatie | Datum           | Plaats            |
| ------------- | --------- | --------------- | ----------------- |
| 400 m         | 51,34     | 1992            |                   |
| 800 m         | 1.55,99   | 3 augustus 1992 | Barcelona         |
| 1000 m        | 2.35,03   | 2 juli 1993     | Villeneuve-d'Ascq |
| 1000 m (ind.) | 2.34,67   | 7 februari 1992 | Moskou            |

## Palmares

### 800 m
- 1990:  EK te Split – 1.57,39
- 1991:  WK – 1.57,50
- 1992:  Adriaan Paulen Memorial – 1.56,83
- 1992:  OS – 1.55,99
- 1993: 4e in ½ fin. EK te Stuttgart – 1.59,17

### 4 x 400 m
- 1992:  OS – 3.20,20 (Noeroetdinova kwam alleen in de series in actie)

1983 Jarmila Kratochvílová ·
1987 Sigrun Wodars ·
1991 Lilia Noeroetdinova ·
1993 Maria Mutola ·
1995 Ana Fidelia Quirot ·
1997 Ana Fidelia Quirot ·
1999 Ludmila Formanová ·
2001 Maria Mutola ·
2003 Maria Mutola ·
2005 Zulia Calatayud ·
2007 Janeth Jepkosgei ·
2009 Caster Semenya ·
2011 Caster Semenya ·
2013 Eunice Jepkoech Sum ·
2015 Marina Arzamasova ·
2017 Caster Semenya ·
2019 Halimah Nakaayi ·
2022 Athing Mu ·
2023 Mary Moraa